# Manuel Peris Ferrando
Manuel Peris Ferrando (Valencia, 1872 — 1934), fue un arquitecto español.
Nació en Valencia el 19 de noviembre de 1872. Estudió en Barcelona, donde recibió la influencia de Domènech i Montaner y fue compañero de Francisco Mora Berenguer. Se graduó en 1898.
Participó en la explosión del modernismo valenciano en Valencia, fue arquitecto diocesano, municipal y de la Caja de Ahorros, así como concejal del ayuntamiento.
Su obra más popular es la Casa Sancho o del Punt de Gantxo (Plaza de la Almoina, 4, 1906) Se trata de un edificio de viviendas que se construye sobre la capilla de San Valero de 1749, que queda integrada en su planta baja. Destaca también por su naturalismo decorativo que recuerda a los textiles de ganchillo, a lo que debe su nombre popular.
También a la tipología residencial responde la Casa Ortega
(1906) en colaboración con el escultor Joaquín Real, autor de la decoración naturalista de la fachada (Gran Vía del Marqués del Turia 9).
Trabajó reformando o diseñando varios edificios públicos. Así intervino en el edificio de Colegio Notarial construido por Joaquín Mª Belda, llevó a cabo una reforma de carácter modernista en la escalera y en el patio de acceso en el Palacio de Cervelló (1905) y en el edificio del Patronato de la Juventud Obrera (Landeder 5, actualmente Centro Teatral Escalante) con el diseño del salón de actos (1919) 
Trabajó también la arquitectura conventual, con el convento e iglesia de los Capuchinos de la calle Ciscar o el Asilo de San Eugenio, ambos ya desaparecidos.
Fuera de la capital suyos son el diseño del Colegio Diocesano del Santísimo Cristo de la Fe de Alcácer (1911), la casa de ejercicios de La Purísima de Alacuás, el Convento de Carmelitas Descalzas de Manises, hoy Casa de Cultura, y los planos del mercado municipal de Albalat de la Ribera 1903, después muy modificado.

## Obra

### Valencia
| Año  | Nombre                                                                             | Ubicación                                                               | Descripción | Estado | Imagen |  |
| ---- | ---------------------------------------------------------------------------------- | ----------------------------------------------------------------------- | --- | --- | ------ |  |
| 1905 | Antiguo Palacio de Cervelló, actualmente Archivo Histórico Municipal               | Plaza de Tetuán número 3                                                | Reforma de carácter modernista en la escalera y en el patio de acceso                                                                                                   | ? |        |  |
| 1906 | Casa Ortega                                                                        | Gran Vía del Marqués del Turia 9                                        | Edificio modernista, del que solo queda la fachada original con decoración naturalista obra del escultor Joaquín Real.                                                  | Conservada solo la fachada |        |  |
| 1906 | Casa Sancho o del Punt de Ganxo                                                    | Plaza de la Almoina, 4                                                  | Edificio de viviendas construido en 1906 sobre la Capilla de San Valero de 1719 construida donde se creía que fue encarcelado el obispo Valero antes de ser desterrado. | Correcto |        |  |
| 1911 | Casa Manuel Peris                                                                  | Calle del Conde de Salvatierra número 25                                | | Correcto |        |  |
| 1913 | Casa de Lorenzo Colomer                                                            | Calle de Jorge Juan 13                                                  | | Rehabilitación fachadas y refuerzo mirador en 2019 |        |  |
| 1917 | Iglesia y convento de los Padres Capuchinos                                        | Calle Ciscar, actualmente Conde Salvatierra, con la calle Cirilo Amorós | | Desaparecidos |        |  |
| 1918 | Edificio en la calle Pedro III el Grande                                           | Calle Pedro III el Grande                                               | | ? |        |  |
| 1919 | Edificio del Patronato de la Juventud Obrera, actualmente Centro Teatral Escalante | Calle Landerer 5                                                        | Diseño del salón de actos | ? |        |  |
| 1920 | Casa Vergara                                                                       | Avinguda d'Ausiàs March, 47 Burjassot, València                         | Antigua casa de invitados perteneciente a la Mansión Lauri-Volpi. Debe su nombre a Emilio Vergara de Badia.                                                             | Actualmente, desde 2022 esta en rehabilitación toda la propiedad conservando parte de su interior en especial su imponente escalera, así como los suelos, azulejos, puertas, herrería y fuente del patio, originales de la época de su construcción. | ?      |  |
| 1924 | Colegio Notarial de Valencia                                                       | Calle Pascual y Genis número 21                                         | Reforma del edificio construido entre 1883 y 1887 por Joaquín María Belda Ibáñez, al que aumentó el número de plantas y rehízo la fachada.                              | Correcto |        |  |

## Galería de imágenes

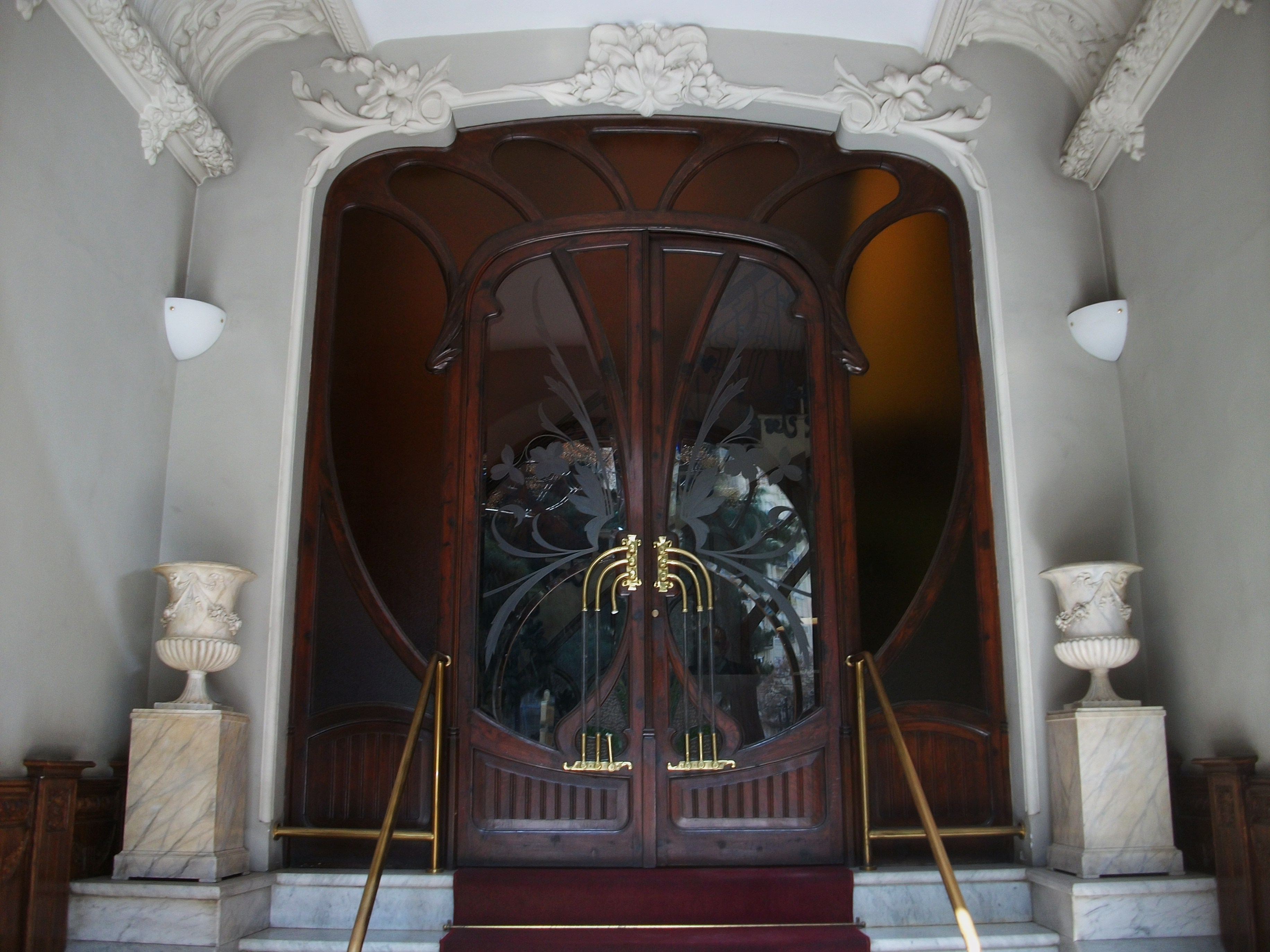
Vestíbulo de la Casa Ortega